# 상트페테르부르크 음악원
상트페테르부르크 음악원(러시아어: Санкт-Петербургская консерватория 상트페테르부르그스카야 콘세르바토리야[*])은 러시아 상트페테르부르크에 위치한 국립 음악원이다. 음악원의 과거 이름은 페트로그라드 음악원과 레닌그라드 음악원이었다.
모스크바 음악원과 함께 러시아를 대표하는 음악원으로, 차이콥스키, 쇼스타코비치, 프로코피예프를 비롯한 세계적인 작곡가들과, 마리스 얀손스, 발레리 게르기예프, 그리고리 소콜로프등과 같은 최정상급 지휘자, 연주자들이 이 음악원 출신이다.

## 대표적인 졸업생
- 표트르 차이콥스키
- 드미트리 쇼스타코비치
- 세르게이 프로코피예프
- 그리고리 소콜로프
- 마리스 얀손스
- 발레리 게르기예프
- 예브게니 므라빈스키
- 니콜라이 먀스콥스키
- 안톤 아렌스키

## 같이 보기
- 모스크바 음악원